# Die Gesellschaft der Singularitäten

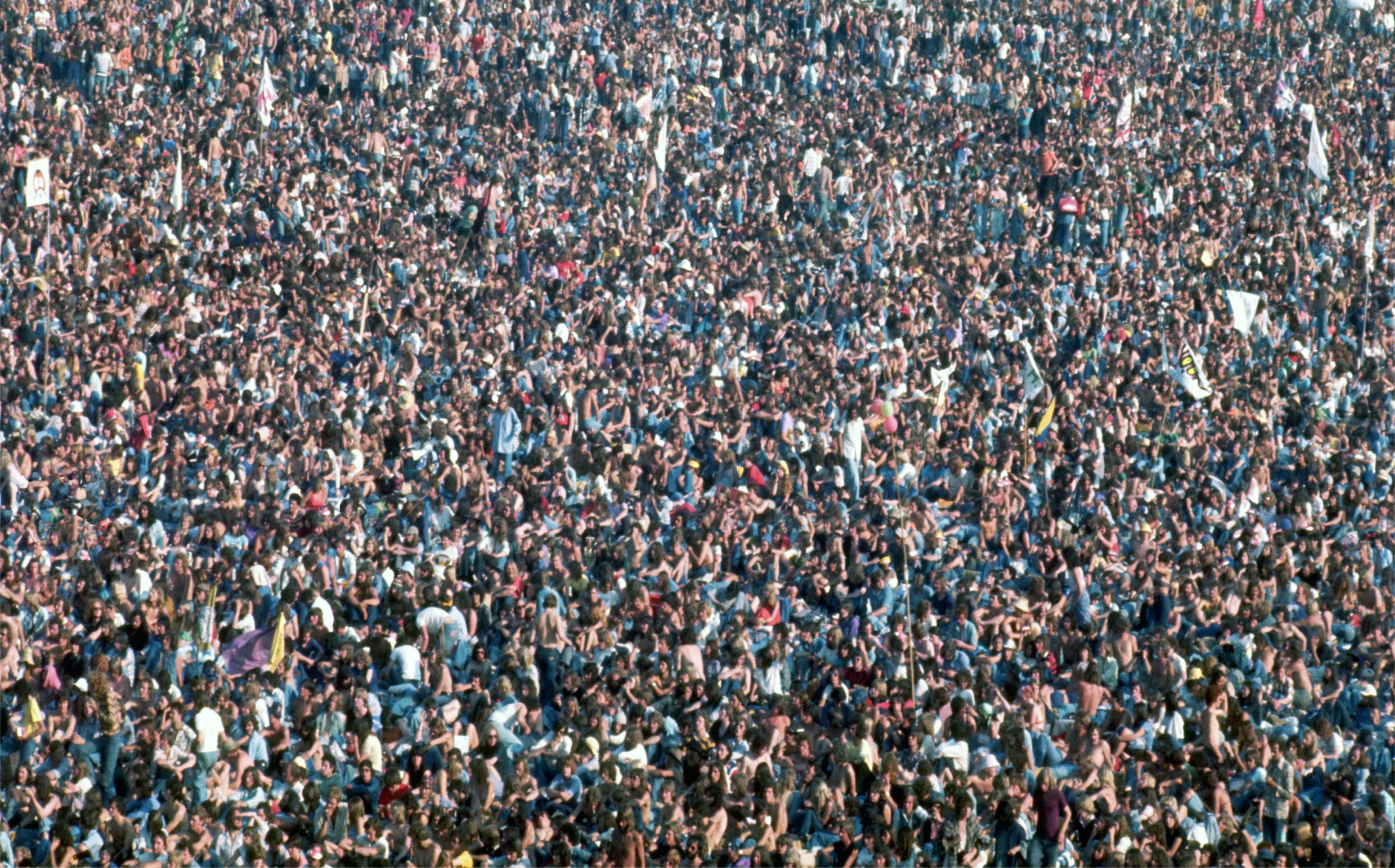
Rolling-Stones-Konzert, Knebworth House 1976

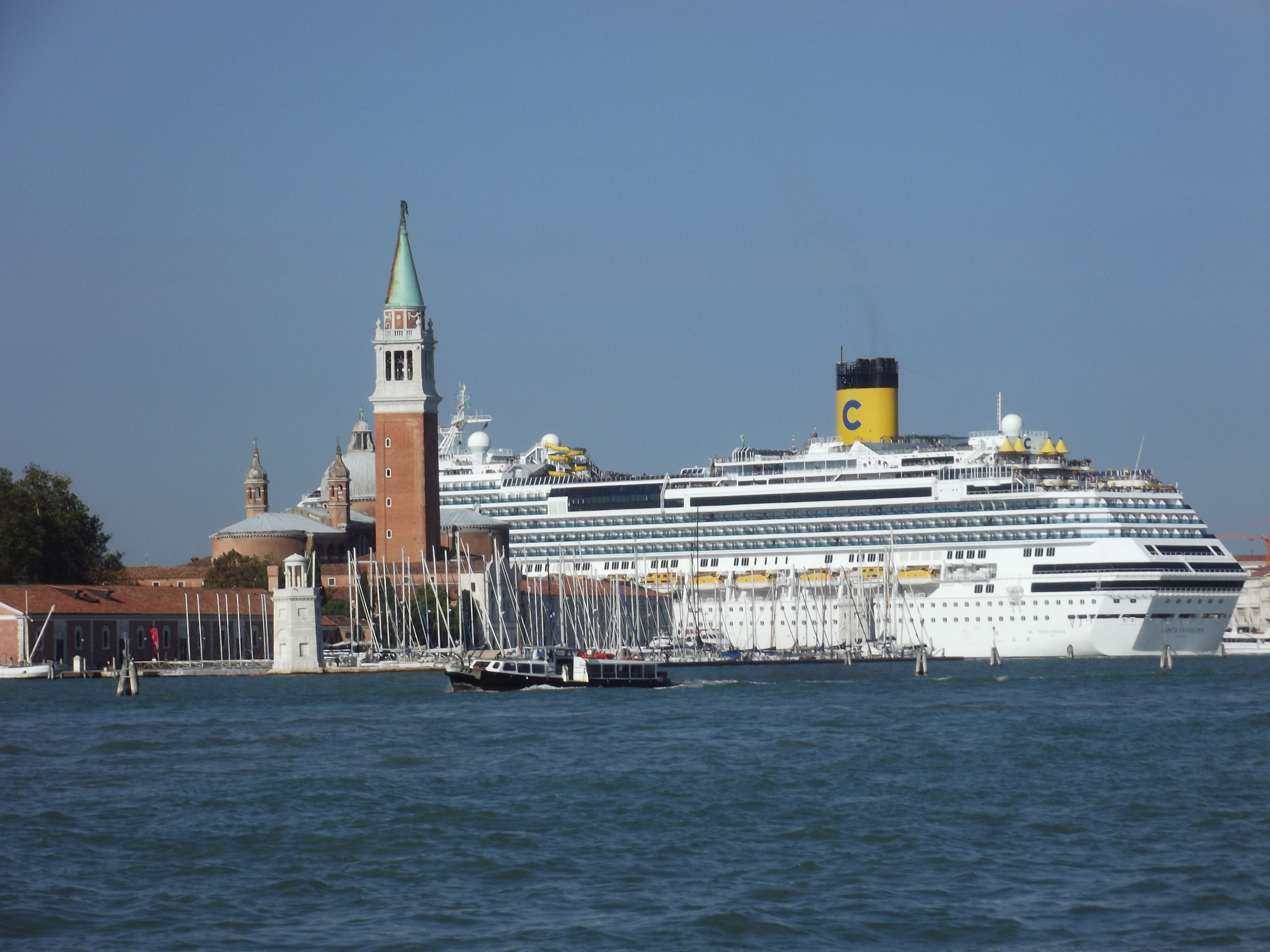
Ein Kreuzfahrtschiff in Venedig

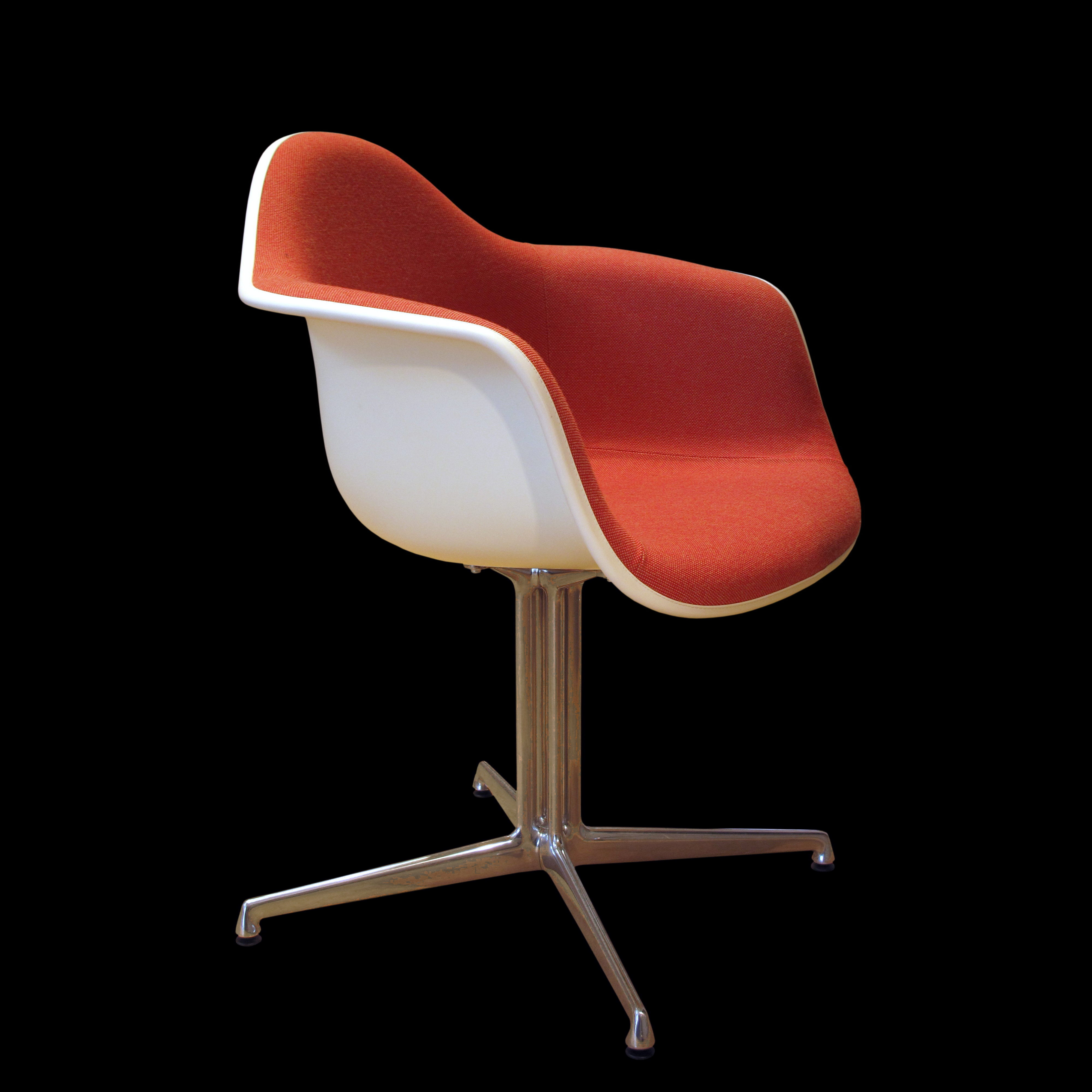
Eames’ plastic chair

Die Gesellschaft der Singularitäten. Zum Strukturwandel der Moderne ist ein im Jahr 2017 erschienenes Buch des deutschen Soziologen Andreas Reckwitz.
Es analysiert spätmoderne Gesellschaften seit den 1970er Jahren. Diese seien nicht mehr von einer sozialen Logik des Allgemeinen gekennzeichnet, wie noch in der klassischen Moderne, sondern durch die systematische Hervorbringung von Einzigartigkeiten, von Singularitäten.
Das Buch erschien 2017 im Suhrkamp Verlag. Es ist auch in englischer, spanischer, chinesischer, französischer, japanischer, portugiesischer, arabischer, russischer, koreanischer, dänischer, tschechischer, bulgarischer, ungarischer und slowenischer Übersetzung veröffentlicht. 2021 erschien an der Humboldt-Universität Berlin der Podcast Andreas Reckwitz im Gespräch, in dem Reckwitz in sieben Folgen den Inhalt des Buches darstellt und diskutiert.
In seinem Buch Das Ende der Illusionen aus dem Jahr 2019 knüpft Reckwitz an die Thesen in diesem Buch an.

## Aufbau und Inhalt
Die Analyse der Gegenwartsgesellschaft erfolgt neben Einleitung („Die Explosion des Besonderen“) und Schluss („Die Krise des Allgemeinen?“) in sechs Kapiteln, wobei Kapitel II bis VI jeweils einzelne Gegenstandsbereiche fokussieren (Ökonomie, Arbeitswelt, Digitalisierung, Lebensführung und das Feld des Politischen).

### Die Explosion des Besonderen
Reckwitz beginnt in der Einleitung mit einem Panorama von Phänomenen, in denen in der Gegenwartsgesellschaft Einzigartigkeiten prägend wirken: Dies gilt nicht nur für Individuen, Dinge, Orte oder Ereignisse, sondern auch für Kollektive: Projekte und Kollaborationen in der Arbeitswelt, politische Subkulturen, Diaspora-Communities sowie fundamentalistische Gemeinschaften. Diese unterlaufen laut Reckwitz universale Regeln sowie standardisierte Verfahren und kultivieren stattdessen eigene Welten mit eigener Identität (10). Das Streben nach Einzigartigkeit und Außergewöhnlichkeit ist dabei nicht nur ein subjektiver Wunsch, sondern paradoxe gesellschaftliche Erwartung (9). Dahinter stecke ein grundsätzlicher Strukturwandel der Moderne, der über das Phänomen der Individualisierung hinausgeht: die leitende ,soziale Logik‘ verschiebt sich von Erwartungen des Allgemeinen zu Erwartungen des Besonderen. Damit verknüpft erhielten auch die Ebene der Kultur und ihre Bewertung des Wertvollen (des Singulären) einen wichtigen Stellenwert: die ,Gesellschaft der Singularitäten‘ sei eine ,Valorisierungsgesellschaft‘. Der ökonomische Faktor des Aufstiegs des kulturellen Kapitalismus, die digitale Revolution und der Aufstieg der universitär ausgebildeten neuen Mittelklasse werden als Antriebsfaktoren der Singularisierung eingeführt. Reckwitz betont, dass die Prozesse der Singularisierung sowohl die Errungenschaften der Spätmoderne erklären wie auch ihre Probleme, vor allem in Form gesellschaftlicher Polarisierungen (soziale Ungleichheit, Kulturkonflikte). Er wendet sich daher sowohl gegen ein unkritisches Lob wie auch eine „pauschale kulturkritische Verdammung“ (23) der Spätmoderne.

### Kap. I: Die Moderne zwischen der sozialen Logik des Allgemeinen und des Besonderen
Reckwitz geht davon aus, dass in der modernen Gesellschaft grundsätzlich zwei gegensätzliche Bewertungssysteme des Sozialen, zwei „soziale Logiken“ des Sozialen miteinander konkurrieren: eine soziale Logik des Allgemeinen und eine soziale Logik des Besonderen.
Zur Bestimmung der Moderne setzt Reckwitz zunächst am Begriff der formalen Rationalisierung an, fasst diesen jedoch praxeologisch: die Moderne kennzeichnet sich durch vier miteinander verbundene Praktiken, die an einem doing generality orientiert sind (28f.):
- Praktiken der Beobachtung
- Praktiken der Bewertung
- Praktiken der Hervorbringung
- Praktiken der Aneignung

Rationalisierung als praxeologisch modifizierter Prozessbegriff lässt sich nun sowohl auf die Makro- als auch auf die Mikroebene beziehen, formale Rationalität als übergeordnetes Strukturmerkmal moderner Gesellschaft erscheint so selbst als Resultat eines Prozesses, in dem sämtliche Elemente des Sozialen (Reckwitz unterscheidet hier zwischen Subjekten, Objekten, Zeitlichkeiten, Räumen und Kollektiven) „immer wieder neu rational ,gemacht‘“ (33), d. h. generalisiert, standardisiert und formalisiert werden, um Berechenbarkeit und Effizienz sicherzustellen.
In der Spätmoderne, also seit den 1970er und 80er Jahren, lässt sich Reckwitz zufolge ein gesellschaftlicher Strukturwandel beobachten, der darin besteht, dass die soziale Logik des Allgemeinen mit ihren Praktiken gesellschaftlicher Rationalisierung und Versachlichung, die ihren Höhepunkt in der industriellen ‚organisierten Moderne‘ (ca. 1920 bis 1970) erreichte, ihre Vorherrschaft an die soziale Logik des Besonderen verliert. Zwar verschwindet die Logik des Allgemeinen mit ihrem Drang zur Standardisierung und formalen Rationalisierung auch in der Spätmoderne nicht, allerdings verändert sich ihr Status und ihre Form: sie wird zu einer Hintergrundstruktur zur sozialen Fabrikation von kompetitiven Singularitäten. Die Logik der Singularisierung, „die zugleich eine der Kulturalisierung und der Affektintensivierung ist“ wird strukturbildend für die gesamte Gesellschaft (103). Reckwitz führt einen wertorientierten Kulturbegriff ein, den er von einem allgemeinen weiter angelegten Kulturbegriff unterscheidet. Kultur im starken, wertorientierten Sinne findet sich dort, wo in der sozialen Praxis, jenseits von Nützlichkeit und Funktionalität Wert zugeschrieben wird (79). Die Sphäre der Kultur ist demnach eine der Valorisierung und Entvalorisierung (75ff.).
Der von Reckwitz verwendete Begriff der Singularisierung ist explizit von der Wirtschaftssoziologie Lucien Karpiks und der Kulturanthropologie Igor Kopytoffs beeinflusst. Er bezieht sich auf die philosophisch-soziologische Darlegung eines Verhältnisses zwischen Allgemeinem (Begriff) und Besonderen (Anschauung), wie es Immanuel Kant in Kritik der Urteilskraft diskutiert. Der Begriff lässt sich negativ als Nichtverallgemeinerbarkeit, Nichtaustauschbarkeit und Nichtvergleichbarkeit (51) bestimmen. Singularitäten sind dabei zu unterscheiden von „Exemplare[n] des Allgemein-Besonderen“ (ebd.), also Versionen oder Varianten einer allgemeinen Ordnung, wie auch von Idiosynkrasien, die sich in ihrer Eigentümlichkeit, außerhalb des Sozialen bewegen (49). Vielmehr „handelt es sich um Entitäten, die innerhalb von sozialen Praktiken als besondere wahrgenommen und bewertet, fabriziert und behandelt werden“ (51) und sich in ihrer Binnenstruktur durch Eigenkomplexität und innere Dichte auszeichnen (52). Singularitäten sind keine objektiven Fakten, sondern hängen von Praktiken der Singularisierung ab: Beobachten, Bewerten, Hervorbringen, Aneignen. Singularisiert werden wiederum Dinge/Objekte, Subjekte, räumliche Einheiten (Orte), zeitliche Einheiten (Ereignisse) und Kollektive (Gemeinschaften etc.).
Reckwitz macht drei sich wechselseitig verstärkende Faktoren aus, die diese gesellschaftliche Transformation hin zu einer Gesellschaft der Singularitäten seit 1970/1980 erklären:
- das Entstehen einer postindustriellen Ökonomie der Singularitäten
- die technische Revolution der Digitalisierung und
- eine vom Lebensstil der neuen Mittelklasse getragene Authentizitätsrevolution (103ff.).[1]

Ein ökonomischer, ein technologischer und ein soziokultureller Faktor wirken so zusammen. Ökonomie und Technologie, die in der industriellen Moderne nur standardisiert haben, singularisieren nun auch: Anfang der 1970er Jahre gerät der industrielle Fordismus in eine Krise und der postindustrielle, kulturelle Kapitalismus ist ein Ausweg daraus. Zeitgleich entsteht nach 1968 eine neue Mittelklasse, für die Werte der Individualität und Authentizität eine wichtige Rolle spielen, die also Singularisierung erwartet. Hinzu kommt die technische Entwicklung der Digitalisierung.
Reckwitz hebt hervor, dass die Prozesse der Singularisierung auf verschiedenen Ebenen in Muster sozialer Polarisierung münden, zwischen anerkannten Singularitäten und jenen, denen dies nicht gelingt. Dies gilt für die Güter auf den ökonomischen Märkten, für Arbeitskräfte, für Lebensstile oder auch für Städte und Regionen. Diese Polarisierungen sind für die Krise der Spätmoderne verantwortlich.

### Kap. II: Die postindustrielle Ökonomie der Singularitäten
Der Übergang von der industriellen zur postindustriellen Ökonomie ist Reckwitz zufolge nicht allein auf den Wandel der Erwerbsstruktur (Expansion des Dienstleistungssektors) zu beziehen. Vielmehr erstreckt er sich ebenso auf die Ebene der Güter, die Ebene der Produktion und deren Organisationsformen, die Ebene des Konsums sowie auf die Ebene der Märkte (113f.). Während die industrielle Moderne primär auf die Produktion standardisierter, funktionaler Massengüter ausgerichtet war, nehmen die Güter in der postindustriellen Ökonomie mehr und mehr die Form von singulären Affektgütern an, die sich als kulturelle Güter durch narrativ-hermeneutische, ästhetisch-sinnliche, gestalterische, ludische und/oder ethische Eigenschaften auszeichnen und primär in Hinblick auf diese Qualitäten valorisiert werden (125ff.). Neben Dingen haben in der Spätmoderne insbesondere drei weitere Gütertypen an Relevanz gewonnen: mediale Formate, Ereignisse/Events und Dienstleistungen, die in Praktiken der Beobachtung, Hervorbringung, Bewertung und Aneignung zum Gegenstand von Authentizitätsarbeit und im Zuge dessen, und sofern diese gelingt, zu Singularitätsgütern werden (137). Sie alle tragen zur Transformation vom industriellen zum kulturellen Kapitalismus bei.
Die Standardmärkte für funktionale Massengüter der Industriemoderne, die sich auch als Preis- und Leistungsmärkte charakterisieren lassen, verändern so in der Spätmoderne ihre Form und werden „mehr und mehr durch kulturelle Märkte abgelöst“ (147). In der Spätmoderne konkurrieren die Güter primär um Sichtbarkeit und Anerkennung, das Verhältnis von Gütern und Konsumenten bzw. Publikum ist ein affektives, d. h. Singularitätsmärkte sind primär Aufmerksamkeits- und Attraktivitätsmärkte, die von kultureller Valorisierung leben. Für die Singularitätsmärkte ist dabei die Überproduktion von Gütern konstitutiv, zudem sind sie hochgradig spekulativ und ubiquitär. Zum einen lässt sich nach Reckwitz eine allgemeine Kulturökonomisierung des Sozialen beobachten, die immer mehr Segmente der Gesellschaft den Imperativen der Singularitätsmärkte unterwirft – bspw. Bildungsinstitutionen, Partnerschaften, Religionen usf. (152f.). Zum anderen sind diese durch ein hohes Maß an Unsicherheit geprägt, denn „Aufmerksamkeitsströme, gelungene Überraschung und Wertzuschreibung entziehen sich einer Planung und Steuerung“ (161). Aufmerksamkeit und Wertschätzung sind darüber hinaus zumeist sehr asymmetrisch verteilt; die Singularitätsmärkte basieren auf strukturell riskanten und entgrenzten Winner-take-all-Wettbewerben. Sie teilen dabei wesentliche Strukturmerkmale mit dem Feld der Kunst und den creative industries, die dem kulturellen Singularitätskapitalismus der Spätmoderne als „strukturelle Blaupause“ dienen (155).

### Kap. III: Die Singularisierung der Arbeitswelt
Die Singularisierung der Arbeitswelt betrifft verschiedene Aspekte. Vor allem die Arbeitssubjekte selbst werden in der Spätmoderne singularisiert, gefragt sind nicht allein formale Qualifikationen, sondern ist die Pflege eines originellen, möglichst einzigartigen Profils, also ein in seiner Zusammensetzung jeweils singuläres Bündel aus Kompetenzen, Talenten, Potentialen und Persönlichkeitsmerkmalen, das die Nicht-Austauschbarkeit und Unterscheidbarkeit des Arbeitssubjekts sicherstellt. Die Kompetenz-, Talent- und Potenzialbündel der Subjekte kommen in der singularistischen Arbeitswelt nicht in Form von formal-sachlicher Leistung und allgemeiner Vergleichbarkeit zur Geltung, sondern als Performanz. Das spätmoderne Arbeitssubjekt ist ein „Performanzarbeiter“ (209), das vor einem Publikum seine Einzigartigkeit, ähnlich einer Casting-Konstellation, vor einem Publikum aufführt (210).
Die postindustrielle Arbeitswelt ist dabei von einer tiefgreifenden antagonistischen Polarität zwischen Niedrig- und Hochqualifizierten, zwischen einfachen Dienstleistungen und Wissensökonomie geprägt, das heißt zwischen ,profan-routinisierten‘ und kreativ-singulären Arbeitstätigkeiten, die durch eine Aufwertung letzterer und eine soziale Entwertung ersterer geprägt ist (184f.).
Die organisationelle Struktur der Wissens- und Kulturökonomie ist projektförmig, wie Reckwitz in Anschluss an Luc Boltanski und Ève Chiapello hervorhebt. Projekte interpretiert Reckwitz im Rahmen einer Logik der Singularisierung: Projekte haben Episodencharakter, d. h. sie sind zeitlich begrenzt und ereignishaft. Auf der Ebene des Projekt-Kollektivs geht es wiederum um die ,richtige Mixtur‘ an singulären Subjekten, die diese nicht allein additiv und durch Projektziele aneinanderbindet, sondern eine Form des Sozialen hervorbringt. Reckwitz bezeichnet das als „heterogene Kollaboration“, die eine gemeinsame Arbeitspraxis beinhaltet, die nicht nur zielgerichtet ist, sondern sich ebenso durch affektive Dichte und kulturellen Eigenwert auszeichnet und das Projekt als kollektive Einheit selbst singulär werden lässt (194f.). Eine weitere Form heterogener Kollaboration, die in der Spätmoderne an Bedeutung gewinnt, sind Netzwerke, als dynamische Kooperationsbeziehungen (199f.).

### Kap. IV: Digitalisierung als Singularisierung: Der Aufstieg der Kulturmaschine
Seit den 1980er Jahren transformiert sich die technologische Struktur der Gesellschaft hin zu Digitalisierung, Computerisierung und Vernetzung (S. 225 f). Im Unterschied zur modernen Industrietechnik, die „Motor der funktionalen Rationalisierung und Versachlichung war“ (ebd.) lässt sich in der Spätmoderne eine technologisch angeregte Singularisierung ausmachen (227). Die digitale Kulturmaschine ist durch folgende Merkmale charakterisiert (238–242):
- eine extreme Überproduktion von Kulturformaten (Texte, [Bewegt]Bilder, Töne und Klänge, Computerspiele) bei gleichzeitig knapper Aufmerksamkeit
- eine Generalisierung zwischen Kulturproduzenten und -konsumenten
- eine Enthierarchisierung der Kulturformate, die alle auf einer Ebene miteinander um Sichtbarkeit konkurrieren
- eine Verzeitlichung der Kulturformate: das Internet ist durch Gleichzeitigkeit, Neuartigkeit und Aktualisierung geprägt und die Kulturformate sind „keine stabilen, sondern prozessuale Objekte“
- eine Kultur der stetigen Rekombination (z. B. des Mashups) im Netz

Die digitale Revolution stellt sich damit nach Reckwitz neben der ökonomischen Transformation in Richtung eines postindustriellen Kapitalismus als zweite entscheidende Ursache für die Gesellschaft der Singularitäten dar.
Die Singularisierung der digitalen Subjekte erfolgt in zwei Formen: einerseits wird das Subjekt (,hinter seinem Rücken‘) maschinell als modularische Singularität hervorgebracht. Das ist etwa im data tracking oder in der ,Personalisierung‘ des Internet der Fall. Andererseits wird es kulturell als kompositorische Singularität im Rahmen der digitalen Aufmerksamkeitsökonomie fabriziert (245). Für die maschinelle und kulturelle (Selbst)Singularisierung des digitalen Subjekts ist das Format des Profils grundlegend (248) und für letztere eine gelungene performative Authentizität entscheidend (244ff.) Die Authentizitätsperformanz des digitalen Subjekts auf dem digitalmedialen Attraktivitätsmarkt erfolgt über die gelungene und sichtbare Komposition verschiedener Komponenten (249). Als dominante Form der Selbstsingularisierung des Profil-Subjekts fungiert dabei das visuell dargestellte Erleben (250). Auch die algorithmischen Beobachtungssysteme modellieren das digitale Subjekt als ein besonderes Profil-Subjekt, das modular singularisiert wird, sich also aus diskreten Bestandteilen zusammensetzt (255).
Ferner unterscheidet Reckwitz drei verschiedene Formen von Sozialität in der digitalen Welt: heterogene Kollaborationen; Singularitätsmärkte und Neogemeinschaften (262). Letztere sind Wahlgemeinschaften (im Unterschied zu traditionalen Gemeinschaften), „die als Interpretationscommunities und kollektive Aufmerksamkeitsfilter wirken“ (264).

### Kap. V: Die singularistische Lebensführung: Lebensstile, Klassen, Subjektformen
Die primäre Trägergruppe des spätmodernen, singularistischen Lebensstils, so die zentrale These des fünften Kapitels, ist die neue (akademische) Mittelklasse als sozial-kulturelle Klasse (274). Reckwitz charakterisiert die spätmoderne Gesellschaft also als eine kulturelle Klassengesellschaft, in der sich Subjekte nicht nur entlang ungleich verteilter materieller Ressourcen voneinander unterscheiden, sondern auch und insbesondere hinsichtlich ihrer Lebensstile und ihres informellen und formellen (Bildungsabschlüsse) kulturellen Kapitals (275ff.). Die spätmoderne Gesellschaft ist eine „Drei-Drittel-Gesellschaft“, insofern sich eine Polarität zwischen der neuen (expandierenden) Unterklasse, der neuen Mittelklasse und der alten (nichtakademischen) Mittelklasse, die als lebensstilistische Nachfahrin der nivellierten Mittelstandsgesellschaft (1950 bis 1970er Jahre) in der Gesellschaft der Singularitäten in die Defensive gerät (281f.) Kennzeichnend für die spätmoderne Klassengesellschaft ist ein „Paternostereffekt“: während die nivellierte Mittelstandsgesellschaft durch ein vergleichbares materielles Niveau und grosso modo ähnliche Lebensstile geprägt war, lässt sich seit den 1980er Jahren eine verstärkte Polarisierung zwischen neuer Mittelklasse (zuzüglich der Oberklasse) und der neuen Unterklasse (und teilweise der alten Mittelklasse) ausmachen (282). Während die neue Mittelklasse eine offensiv zur Schau getragene Selbstkulturalisierung betreibt, dominiert in der Unterklasse die „Alltagslogik des muddling through“ (351). Durch „Prozesse der Valorisierung und Entwertung zwischen den Klassen“ werden die Lebensformen der Unterklasse (und zum Teil auch der alten Mittelklasse) zum Gegenstand der Entwertung. Charakteristisch für die Gesellschaft der Singularitäten ist also eine „Kulturalisierung der Ungleichheit“ (350ff.).
Als exemplarische Bausteine für den distinktiven Lebensstil der neuen Mittelklasse analysiert und beschreibt Reckwitz detailliert die Praktiken des Essens, des Wohnens, des Reisens, der Körper- und Bewegungskulturen, sowie Erziehungs- und Bildungspraktiken. Prägend für diese ist eine kuratorische Haltung (295ff.), die Kultur grundsätzlich als Ressource zur Bereicherung und Aufwertung des Selbst begreift (298ff.) Die Singularisierungsarbeit beinhaltet stets auch die performative, d. h. (möglichst authentisch) zur Schau gestellte Entfaltung und ,Verwirklichung‘ des Selbst (305f.). Nicht der soziale Status ist Selbstzweck, sondern die erfolgreiche Selbstdarstellung und Selbstverwirklichung mit begleitender, mitlaufender Statusinvestition (ebd.).
Die Lebensform der Unterklasse unterscheidet sich von derjenigen der Mittelklasse durch ein grundlegend anderes Verhältnis zur Arbeit: Arbeit dient hier nicht als Quelle der Selbstentfaltung und Identifikation, sondern rein instrumentell dazu, den Lebensunterhalt zu bestreiten (352). Die Zeit jenseits der Arbeit ist primär durch Praktiken des Umgangs mit Mangel geprägt (ebd.). Reckwitz führt drei Abwehrstrategien der Unterklasse (neben dem sozialen Aufstieg) gegen die Prozesse der Entwertung ihrer Lebensformen an, die selbst auf Singularität setzen: die Imagination eines Aufstiegs qua Talent; das Hervorbringen gesellschaftlich illegitimer Singularitäten, die in Unterklassemilieus Anerkennung finden; und das Hervorbringen und die Pflege von plebejischen Authentizitäten (361ff.). Allerdings ist die Doppelstruktur von weltzugewandter Selbstentfaltung und mitlaufender sozialer Statusinvestitionen nach Reckwitz grundsätzlich spannungsgeladen: die neue Mittelklasse steckt in einem „Romantik-Status-Dilemma“, da man zwei Lebensorientierungen in eine fragile Balance bringen will, die einander streng genommen widersprechen.

### Kap. VI: Differenzieller Liberalismus und Kulturessenzialismus: Der Wandel des Politischen
Im letzten Kapitel untersucht Reckwitz, wie sich die Singularisierung des Sozialen auf das Feld des Politischen auswirkt und diese wiederum von der Politik beeinflusst wird (371ff.).
Eine Kulturalisierung der Politik findet in der Spätmoderne in zwei Hinsichten statt. Zum einen hat sich in Westeuropa und Nordamerika eine Form des Regierens herausgebildet, die sowohl an Wettbewerb als auch an kultureller Diversität orientiert ist. Dies ist die Politik eines apertistisch-differenziellen Liberalismus. Apertistisch, weil er auf permanente wirtschaftliche, soziale und kulturelle Öffnung und Grenzüberschreitung abzielt; differenziell, weil er soziale und kulturelle Unterschiede hervorhebt und fördert. Zum anderen sind auf globaler Ebene politische Tendenzen zu beobachten, die sich bei aller Heterogenität als Kulturessenzialismus oder Kulturkommunitarismus kennzeichnen lassen. Während der seit den 1980er Jahren dominant werdende apertistisch-differenzielle Liberalismus (Neoliberalismus und Linksliberalismus), der vor allem von der neuen Mittelklasse getragen wird, die ökonomische und kulturelle Globalisierung aktiv vorantreibt, positionieren sich Kulturessenzialisten meist gegen die hybridisierende Wirkung der Globalisierung. Reckwitz unterscheidet vier Ausformungen des Kulturessenzialismus: ethnisch, religiös/fundamentalistisch, national/regional und völkisch/rechtspopulistisch. Diese Bewegungen versprechen jeweils unverbrüchliche kollektive Identitäten und lassen sich auch als eine Mobilisierung der Peripherien gegen die urbanen kosmopolitischen Zentren deuten. Der Liberalismus der grenzenlosen Märkte hat die Polarisierung zwischen hoch- und geringqualifizierter Arbeit, zwischen sozialkulturellen Aufsteigern und Absteigern, zwischen Boomregionen und schrumpfenden Regionen weiter entfesselt. Die politische Herausforderung des Liberalismus lautet nach Reckwitz dann, wie dieser nicht nur dem Kulturessenzialismus in seinen verschiedenen Spielarten unmittelbar in der politischen Auseinandersetzung begegnet, sondern auch und gerade wie er auf die sozialen und kulturellen Entwertungsprozesse antwortet, die dessen Entstehung begünstigt haben und weiter begünstigen.

### Die Krise des Allgemeinen?
Am Ende des Buches stellt Reckwitz die Frage, ob die strukturbildende Kraft der sozialen Logik der Singularitäten das Projekt der Moderne, nämlich das normative Ideal eines (gesamt)gesellschaftlichen Fortschritts ins Wanken bringt, also zu einer nachmodernen Gesellschaftsformation und einer Krise des Allgemeinen führt.
Zu Beginn des 21. Jahrhunderts werden Reckwitz zufolge drei grundsätzliche Krisen der Spätmoderne sichtbar:
- Eine Krise der Anerkennung, die sich aus der Transformation der industriellen Massenökonomie zur postindustriellen Wissensökonomie ergibt. Die strahlenden Gewinner sind diejenigen, die unmittelbar an der Gestaltung von komplexen Einzigartigkeitsgütern beteiligt sind, das Nachsehen haben diejenigen mit austauschbaren Routine-Jobs.
- Eine Krise der Selbstverwirklichung, die als gegenkulturelle Verheißung des Ausbruchs aus dem Korsett gesellschaftlicher Zwänge, sich nun – wo sie zum dominanten Modell der Lebensführung geworden ist – zunehmend als Quelle von Defiziterfahrungen und als Enttäuschungsgenerator erweist.
- Eine Krise des Politischen, die sich aus dem Verlust an gesamtgesellschaftlichen Steuerungsmöglichkeiten in der Gesellschaft der Singularitäten ergibt. Nicht zuletzt angetrieben durch die Entwicklung der digitalen Medien, verlagert sich die politische Debatte in separate Teilöffentlichkeiten.

Alle genannten Krisen lassen sich als Ausformungen einer Krise des Allgemeinen interpretieren. Im Selbstverständnis der klassischen Moderne kam dem Politischen die herausgehobene Rolle zu, das Allgemeine zu fördern und zu vertreten. Angesichts der Parzellierung von medialen Teilöffentlichkeiten in der Spätmoderne wird die Frage nach einer Rekonstitution allgemeiner Öffentlichkeit virulent, in der Subjekte aus den unterschiedlichen Klassen und Milieus der Gesellschaft aufeinandertreffen. Die Arbeit an der Universalität, an den allgemeinverbindlichen Normen und gemeinsam geteilten Gütern wird zu einer Daueraufgabe: gefragt ist ein politisches doing universality, das ein Gegengewicht zum allgegenwärtigen doing singularity liefern kann. Im Rahmen eines neuen Paradigmas, das man als regulativen Liberalismus bezeichnen könnte, wäre die entscheidende Herausforderung Reckwitz zufolge, beides zu regulieren: das Soziale mit Blick auf Fragen sozialer Ungleichheit sowie des Arbeitsmarktes und das Kulturelle mit Blick auf die Sicherung allgemeiner kultureller Güter und Normen.

## Rezeption und Kritik

### In den Medien
In den Feuilletons der etablierten deutschsprachigen Medien wurde Die Gesellschaft der Singularitäten seit Veröffentlichung Anfang Oktober 2017 einer breiteren Öffentlichkeit vorgestellt. Bereits ein halbes Jahr vorher, am 30. April 2017 hatte der Deutschlandfunk einen Beitrag von Andreas Reckwitz gesendet, der einen zentralen Aspekt des Buches thematisiert: „Hyperkultur versus Kulturessenzialismus - Der Kampf um das Kulturverständnis“ Die Sendung wurde am 8. Juli 2018 wiederholt. Anfang 2019 stellt Reckwitz in den Medien die Thesen des Buches in den Kontext einer „Krise des Westens“. Die Zeitschrift ARCH+ bezieht sich in ihrem mehrjährigen projekt bauhaus auf die These der Digitalisierung als Singularisierung. Der Philosoph Konrad Paul Liessmann kritisierte in der Neuen Zürcher Zeitung unter anderem mit Bezug auf Die Gesellschaft der Singularitäten, dass, wer versuche die Gesellschaft als Ganzes zu erfassen, ihr oft in unzulässiger Weise einen negativen Stempel aufdrücke.

### In der Wissenschaft
In einem vom sozialwissenschaftlichen Nachrichtenportal Soziopolis eingerichteten Buchforum wurde das Buch Ende 2017 ausführlich besprochen. An der Debatte haben sich neben Andreas Reckwitz Wolfgang Knöbl, Cornelia Koppetsch, Berthold Vogel, Felix Trautmann, Martin Saar, Dirk Hohnsträter, Hartmut Rosa und Stephan Moebius beteiligt. In dieser Debatte wurden unter anderem die Frage nach der räumlichen und sozialen Reichweite der Gesellschaft der Singularitäten, die Frage nach dem Verhältnis von ökonomischem und kulturellem Kapital in der Klassengesellschaft, das Verhältnis zwischen der Unterscheidung Allgemeines/Besonderes und Rationalisierung/Kulturalisierung, die Weiterexistenz der industriellen Moderne, der genaue Ort der neuen Mittelklasse, die Rolle der Affekte in der Gesellschaft der Singularitäten, die Reichweite der Erklärung des sozialen Wandels im Buch sowie die politische Bewertung der Gesellschaft der Singularitäten diskutiert.
In der Kölner Zeitschrift für Soziologie und Sozialpsychologie kritisiert Thomas Kilian, dass das Buch den erhobenen Anspruch einer umfassenden Gesellschaftstheorie der Spätmoderne nicht einlöse, sondern lediglich eine Beschreibung des Gesellschaftsbildes und der Mentalität der jüngeren akademischen und kulturaffinen Mittelklasse darstelle. Der Medienforscher Michael Meyen vergleicht in seiner Rezension Reckwitz’ Konstrukt der Singularisierung (Zitat: „Auf dem Olymp der Gesellschaftstheoretiker sind neue Vokabeln gefragt“) mit dem theoretischen Ansatz der Medialisierung. Er kommt zu dem Schluss, dass es die „Singularitätsperformanzen“ vor allem auf Facebook und Co. gibt. Daniel Frank vom Karlsruher Institut für Technologie sieht in Reckwitz’ Wissenschaftlichkeit eher eine idiographische, denn eine nomothetische, eher eine hermeneutische, denn eine vermessende. Lorenz Erdmann vom Fraunhofer-Institut für System- und Innovationsforschung und Bastian Lange, Universität Vechta, haben am Beispiel von Offenen Werkstätten die epistemischen Implikationen der Singularisierung für die Technikfolgenabschätzung untersucht.
In ihrer Erläuterung für die Auszeichnung von Andreas Reckwitz mit dem Leibniz-Preis als wichtigstem und höchstdotierten deutschen Forschungspreis hebt die Deutsche Forschungsgemeinschaft 2019 die Bedeutung des Buches hervor. Der Leibniz-Preis prämiert Reckwitz' Gesamtwerk, wobei die DFG in diesem Zusammenhang Die Gesellschaft der Singularitäten als bisherigen „Kulminationspunkt“ von Reckwitz’ grundlegenden Analysen der Transformation westlicher Gesellschaft bewertet, wie er sie 2006 in dem Buch Das hybride Subjekt begonnen und in Die Erfindung der Kreativität (2012) fortgesetzt hat. In seiner Laudatio stellte DFG-Präsident Peter Strohschneider fest: „Kaum jemand dürfte (die komplexen Strukturwandlungen moderner westlicher Gesellschaften) profunder analysiert haben als der Kultursoziologe und Gesellschaftstheoretiker Andreas Reckwitz.“
Am 11. Dezember 2018 veranstaltete das Alexander von Humboldt Institut für Internet und Gesellschaft an der Universität der Künste Berlin eine Diskussion mit Andreas Reckwitz, Jeanette Hofmann und Thomas Krüger zum Thema Digitalisierung und Gesellschaft der Singularitäten.
Auf der von der Philosophisch-Theologischen Hochschule Sankt Georgen und der Johann Wolfgang Goethe-Universität Frankfurt veranstalteten Fachtagung „Singularitäten – Theologie und Soziologie kontrovers“ wurden im April 2021 die theologischen und kirchenhistorischen Aspekte der soziologischen Singularitätsanalyse von Reckwitz diskutiert.
Der deutsche Soziologe und Elitenforscher Michael Hartmann kritisiert in der Zeitschrift Leviathan die oberflächliche und inkonsistente Darstellung der „Oberklasse“ sowie die fehlende empirische Macht- und Klassenanalyse als „blinden Fleck“ bei Reckwitz.

### In der Politik
Auf Einladung des Deutschen Bundestages hat Andreas Reckwitz am 11. Juni 2018 im großen Lesesaal des Marie-Elisabeth-Lüders-Hauses in der Bibliothek des Deutschen Bundestages aus seinem Buch vorgetragen. Wolfgang Schäuble, Präsident des Deutschen Bundestages, der die Veranstaltung moderierte, attestierte dem Werk, ein wichtiger Beitrag zur aktuellen politischen Debatte zu sein.

## Auszeichnungen und Preise
Im November 2017 wurde das Buch mit dem Bayerischen Buchpreis ausgezeichnet und von einer Jury aus 30 Kritikern auf den Spitzenplatz der neu geschaffenen gemeinsamen monatlichen Sachbuch-Bestenliste von Deutschlandfunk Kultur, ZDF und Die Zeit gewählt.
2018 war das Buch für den Preis der Leipziger Buchmesse in der Kategorie Sachbuch/Essayistik nominiert und stand auf der Shortlist des EGOS Book Awards. Es wurde auch mit dem Übersetzungspreis „Geisteswissenschaften international“ des Börsenvereins des deutschen Buchhandels ausgezeichnet.